# Michael Denis
Johann Nepomuk Cosmas Michael Denis (Schärding, 1729. szeptember 26. – Bécs, 1800. szeptember 27.) osztrák költő, jezsuita szerzetes, könyvtáros, műfordító, pedagógus, entomológus. Zoológiai szakmunkákban nevének rövidítése: „Denis”.

## Élete
A jezsuiták tanítványa volt, akiknek rendjébe 1747-ben lépett be. Később több városban tanár és hitszónok és 1759-ben a bécsi Theresianumban az esztétika és irodalomtörténet tanára lett, mely állását a rend föloszlatása (1773) után is megtartotta. Fő érdeme, hogy a német műveltségnek lelkes és tevékeny terjesztője volt az elmaradott osztrák tartományokban. Bécsben hunyt el, mint a császári könyvtár igazgatója és udvari tanácsos.
Mint költőnek mintái: Klopstock, kinek bárdusi dalait mint Sined bárdus lángoló hazaszeretetet hirdető költeményekben utánozta (1773), és a fiktív kelta költő, Osszián, kinek műveit hexaméterben lefordította (1768). Összes eredeti és fordított költői művei: Ossians und Sineds Lieder (1784, 5 kötet, újra 1791, 6 kötet).
Két általa költött templomi ének, az adventi Tauet, Himmel, den Gerechten és a húsvéti Der Heiland ist erstanden, máig ismertek és népszerűek német nyelvterületen.
Költeményei nagy szavakban, de szép gondolatokban is gazdagok, azonban inkább szónokiak, mint valóban költőiek. Sokkal jelesebbek könyvészeti művei: Grundriss der Bibliographie und Bücherkunde (1774); Einleitung in die Bücherkunde (1777, 1795); Wiens Buchdruckergeschichte bis 1560 (1782, 1793). Irodalmi hagyatékát kiadta Retzer (1802, 2 kötet).

## Magyarul
- M. D. protreptikonja magyarul; tekéntetes Glosius Sámuel úr M. D. és tek. n. Pest vármegye tábla bírájának hazafiúi buzdítására és kérésére fordította k. m. Mérei Sándor a' Kir. Magyar Univ. törvényt hallgató; Landerer, Pest, 1796
- Denisz Mihály' algyája a' jesuiták' ditséretére 1800-dik esztendőben; ford. Döme Károly; Beimel József, Esztergom, 1823